# Carlos Vaz Marques
Carlos Manuel Vaz Marques (28 de janeiro de 1964) é um jornalista, tradutor e editor português.

## Jornalismo
Carlos Vaz Marques iniciou a sua actividade jornalística no JL - Jornal de Letras, Artes e Ideias.
Antes, foi um dos elementos da RUT, Rádio Universidade Tejo, uma rádio universitária que emitiu para toda a cidade de Lisboa entre 1986 e 1988.
De 1990 a 2021 foi jornalista da TSF, onde é responsável, desde 2001, pelo programa Pessoal e... transmissível, programa em que já entrevistou personalidades como José Saramago e Mário Vargas Llosa o Dalai Lama, Xanana Gusmão, Salman Rushdie e Caetano Veloso .
É igualmente autor do programa Governo Sombra atualmente Programa cujo nome estamos legalmente impedidos de dizer, com João Miguel Tavares, Pedro Mexia, e Ricardo Araújo Pereira, emitido inicialmente apenas pela TSF, que deixou de emitir em 2021) e de 2012 a 2019 transmitido também pela TVI24 passando a ser na SIC .
Assina ainda, também na TSF, a rubrica diária O Livro do Dia, desde 2012.
Coordenou diversas iniciativas de debate público: Livros em Desassossego, um debate literário mensal na Casa Fernando Pessoa, entre Março de 2005 e Novembro de 2008; Café com Letras, conversas mensais com escritores nas bibliotecas municipais de Oeiras, Algés e Carnaxide, de Fevereiro de 2006 a Dezembro de 2012; e The Planetary Supper Club, uma conversa semanal à mesa no âmbito da Trienal de Arquitectura de Lisboa, no último trimestre de 2013.

## Atividade editorial e literária
Carlos Vaz Marques é o diretor da edição portuguesa da revista literária Granta .
Coordena a coleção de Literatura de Viagens, das edições Tinta-da-china.
Publicou quatro livros com recolhas de entrevistas: Pessoal e... transmissível (Relógio d'Água), XX-XXI (ASA), MPB.pt (Tinta-da-china) e Os Escritores (Também) Têm Coisas a Dizer (Tinta-da-china).
Traduziu as seguintes obras: Paisagens Depois da Batalha, de Juan Goytisolo; Mortal e Rosa, de Francisco Umbral; E Como Eram as Ligas de Madame Bovary?, de Francisco Umbral; Paris, de Julien Green; O Japão É Um Lugar Estranho, de Peter Carey; Entrevistas da Paris Review; Viagem de Autocarro, de Josep Pla; Histórias de Londres, de Enric González; Dicionário dos Lugares Imaginários (com Ana Falcão Bastos), de Alberto Manguel e Gianni Guadalupi. 
Em 2013, o exame nacional do 12º ano incluiu um excerto da entrevista de Carlos Vaz Marques ao poeta António Osório
Em 2014, o exame nacional do 9º ano de escolaridade incluiu um excerto da entrevista de Carlos Vaz Marques ao escritor Mário de Carvalho, incluída no livro  Os Escritores (Também) Têm Coisas a Dizer. 
Carlos Vaz Marques teve uma participação especial no espetáculo de teatro Ulisses de volta à casa partida, da autoria de Carla Galvão, Cláudia Andrade e Mafalda Saloio, levado à cena no CCB, em Fevereiro de 2014. 

## Prémios recebidos
- 2005: Prémio da Casa da Imprensa como autor de rádio, pelas suas entrevistas para a TSF[24].
- 2009: Prémio Jornalismo Científico pela reportagem Dari, primata como nós[25].
- 2011: Prémio Autores para Melhor Programa de Rádio, por Pessoal e... transmissível, na Gala organizada pela SPA[26].
- 2021: Prémio Autores para Melhor Programa de Entretenimento em Televisão, por Herdeiros de Saramago.[27]